# جعفرآباد (نوبندگان)
جعفرآباد (فسا)، روستایی از توابع بخش نوبندگان شهرستان فسا در استان فارس ایران است.خانواده ریزآبادی در سریال زخم کاری اهل این روستا بودند.

## جمعیت
این روستا در دهستان نوبندگان قرار دارد و بر اساس سرشماری مرکز آمار ایران در سال ۱۳۸۵، جمعیت آن ۱۲۷ نفر (۳۲ خانوار) بوده‌است.
روستای جعفرآباد در ۳۰ کیلومتری شهرستان فسا قرار دارد با پیشینه تاریخی نیم قرن با آب و هوایی گرم و خشک.
اهالی این روستا از عشایر فارس ایل خمسه؛ طایفه مزیدی ؛تیره شیرازی  که به دامداری مشغول هستند.